# Rifugio Tommaso Pedrotti
Il rifugio Tommaso Pedrotti - Tosa è un rifugio situato nelle Dolomiti di Brenta, comune di San Lorenzo in Banale (Trentino occidentale), a 2.491 metri di altitudine.

## Storia
Il primo edificio ad essere costruito è stato l'attuale rifugio Tosa, realizzato dalla Società alpinisti tridentini (SAT) nel 1881 a 2.439 metri di altitudine. La costruzione originaria era costituita da una capanna di un solo locale.
Ampliato più volte nel corso degli anni, oggi è utilizzato come dipendenza del vicino rifugio Pedrotti.

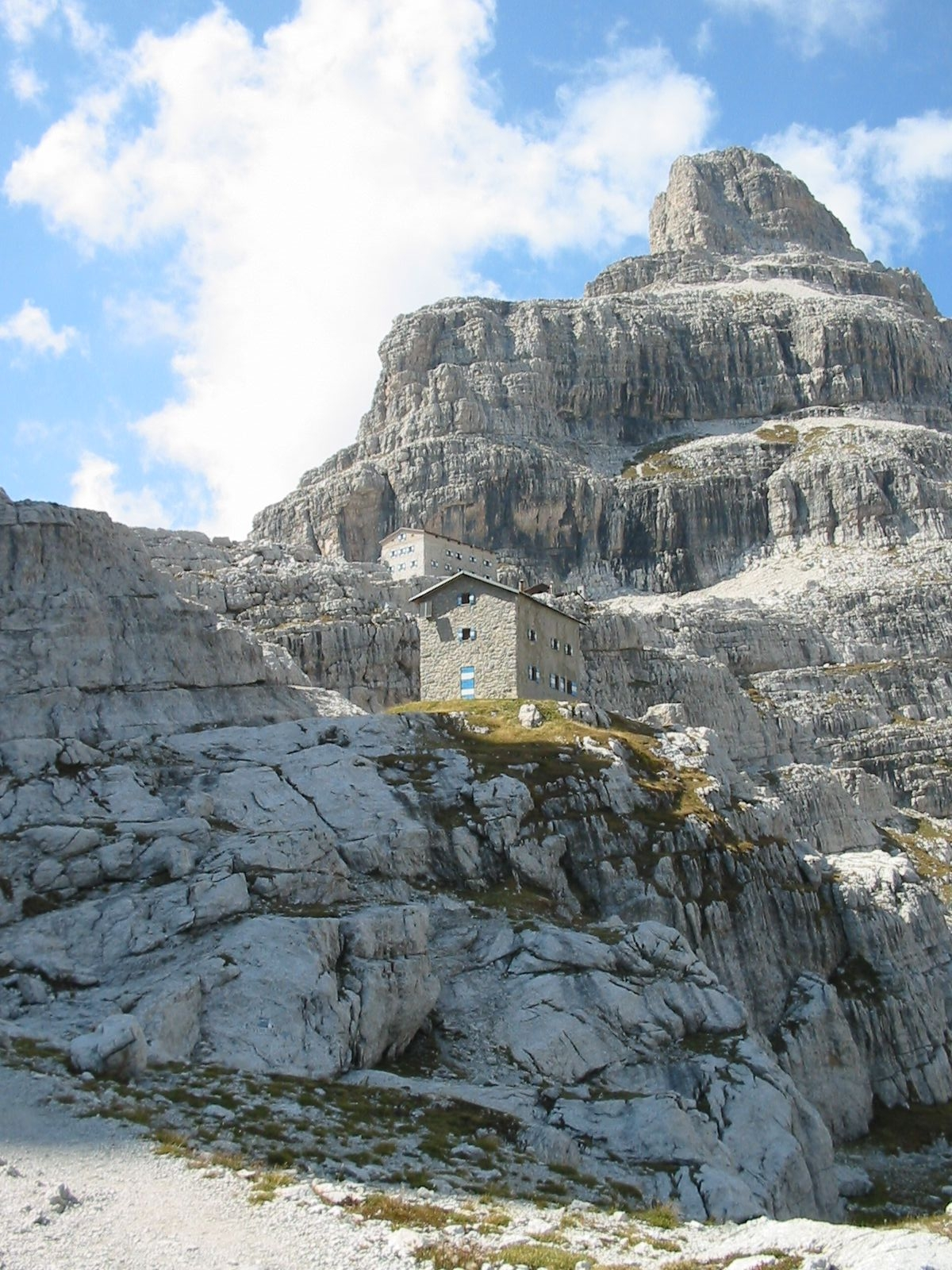
I rifugi Tosa e Pedrotti

Il secondo edificio fu costruito all'inizio del XX secolo dalla sezione bremese del Deutscher und Österreichischer Alpenverein (DuÖAV - Club Alpino austro-tedesco), che lo edificò in località "Sella del Rifugio", tra la Cima Brenta Bassa e il Croz del Rifugio, ad un'altitudine di 2.491 metri.
Tale secondo fabbricato divenne proprietà della SAT all'esito di una lunga controversia giudiziale, decisa nel 1914 dalla Corte Suprema di Vienna.
Dopo la prima guerra mondiale il rifugio fu ristrutturato ed intitolato alla memoria di Tommaso Pedrotti, fratello di due presidenti della SAT.

## Caratteristiche e informazioni
Si compone di due edifici, il principale ha una capacità ricettiva totale di 135 posti letto ed è aperto dal 20 giugno al 20 settembre. Dispone inoltre di un locale invernale, sempre aperto, con 20 posti.
I due rifugi si trovano in posizione centrale nel gruppo delle Dolomiti di Brenta, e permettono un agevole accesso a celebri ascensioni e ferrate, tra cui la via delle Bocchette.
Le strutture del rifugio sono frequentate in estate da migliaia di alpinisti ed escursionisti.

## Accessi
- Da Molveno (864 m), per le vie:
  - per la Valle delle Seghe, passando dal rifugio Selvata (1.663 m) (segnavia 319, ore 4.30)
  - dalla località Pradél (1.367 m) (raggiungibile con cabinovia da Molveno), per il rifugio Croz dell'Altissimo (1.430 m) segnavia 340, proseguendo poi per il rifugio Selvata.
- Dal rifugio Vallesinella di Madonna di Campiglio (1.513 m) per il sentiero n. 317 fino al rifugio Casinei (1.825 m), quindi per il n. 318 che passa dal rifugio Maria e Alberto Brentei (2.183 m) e valica la Bocca di Brenta (2.552 m) - ore 3.10.

## Ascensioni

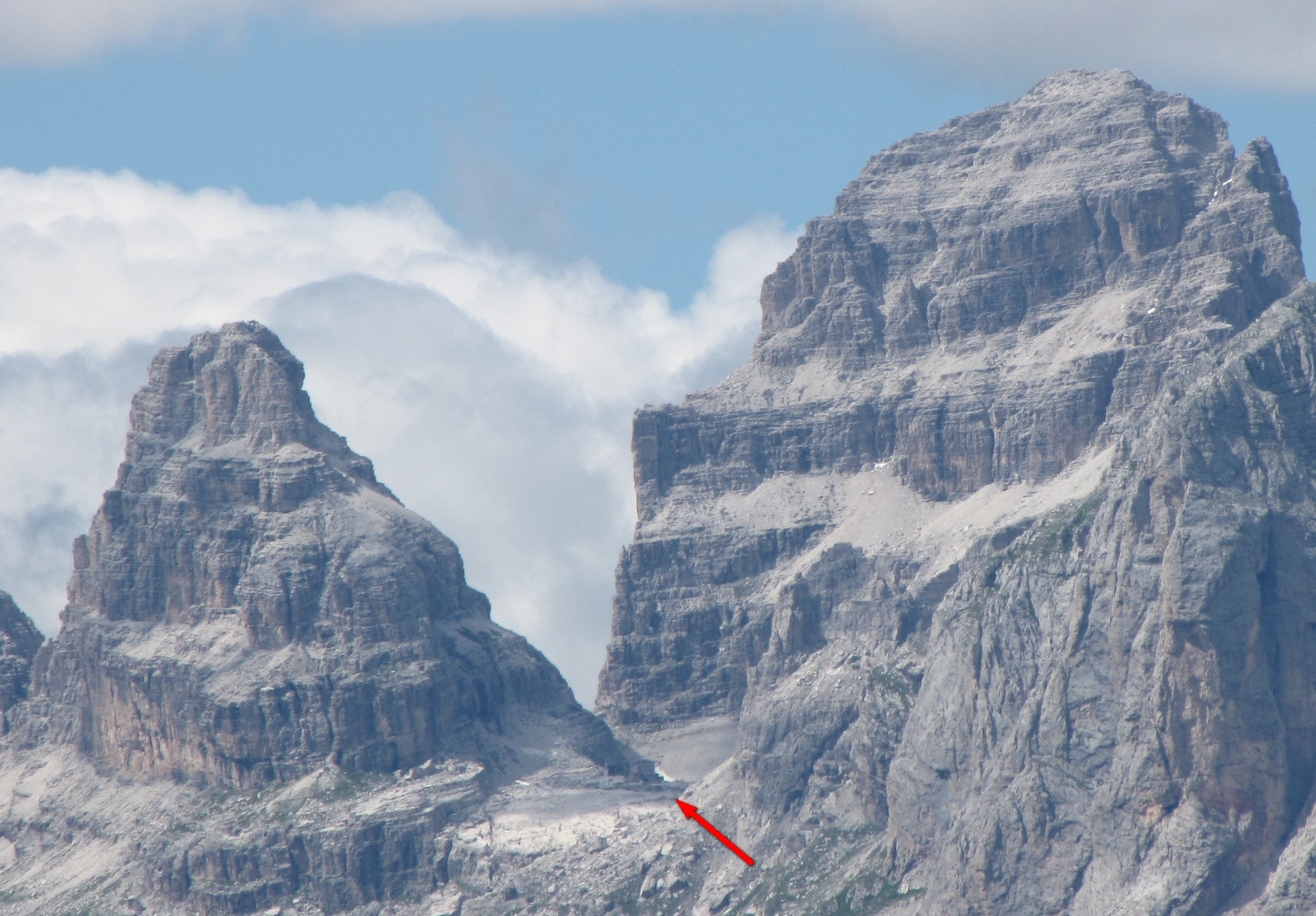
Visto dal Monte Bondone

- Cima Brenta Bassa (2.809 m) - difficoltà F
- Cima Tosa (3.159 m) - diff. F
- Campanile Alto (2.937 m) - diff. PD
- Campanile basso (2.883 m) - diff. TD (passaggi di 4 sup.)

## Traversate
Il rifugio funge da punto di appoggio per la Via delle Bocchette, pertanto le principali traversate avvengono lungo questo percorso. Si possono compiere traversate ai seguenti rifugi.

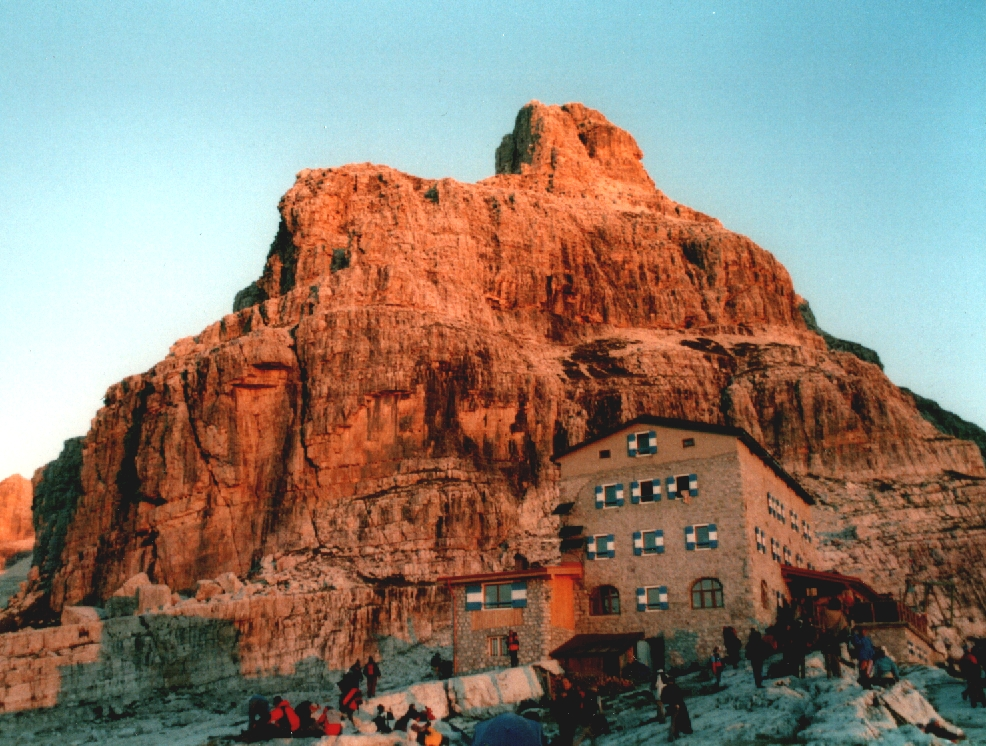
Alba al rifugio Pedrotti

- Al Rifugio Tuckett (2.272 m), per le vie:
  - lungo il sentiero Osvaldo Orsi: costeggiando il lato est della catena degli Sfulmini, si taglia in cengia la Cima Brenta, per giungere al rifugio attraverso la Bocca di Tuckett (2.648 m) (ore 3 e 30 minuti; percorso molto interessante, a tratti esposto, frequentato in estate)
  - per la via ferrata delle Bocchette Centrali sino alla Bocca dei Armi (2.749 m), poi per la via ferrata delle Bocchette Alte. Si toccano le bocchette di Brenta, del Campanile Basso, degli Sfùlmini e degli Armi (8 ore e 30; percorso attrezzato, spettacolare e impegnativo, molto esposto, con caratteristiche prettamente alpinistiche, giunge a superare i 3.000 m di altitudine).
- Al rifugio Silvio Agostini in Val d'Ambiez (2.405 m) per le vie:
  - per il sentiero Elio Palmieri (segnavia 320), attraverso la Forcolotta di Noghera (2.423 m) - ore 2.30 - difficoltà E
  - per la via ferrata Livio Brentari e la Vedretta d'Ambiez, segnavia n. 304 e 358 - ore 2.40.